# Ella Nelson
Ella Nelson (ur. 10 maja 1994 w Sydney) – australijska lekkoatletka specjalizująca się w biegach sprinterskich.
Bez awansu do finału startowała indywidualnie na mistrzostwach świata juniorów w 2010 i 2012 roku. W 2014 osiągnęła półfinał biegu na 200 metrów podczas igrzysk Wspólnoty Narodów w Glasgow. Uczestniczka mistrzostw świata w Pekinie (2015). W 2016 reprezentowała Australię na igrzyskach olimpijskich w Rio de Janeiro, podczas których dotarła do półfinału biegu na 200 metrów.
Zdobywała złote medale mistrzostw Australii oraz reprezentowała kraj w IAAF World Relays.
Rekordy życiowe: bieg na 100 metrów – 11,42 (20 lutego 2016, Canberra); bieg na 200 metrów – 22,50 (16 sierpnia 2016, Rio de Janeiro).

## Osiągnięcia
| Rok  | Impreza                     | Miejsce        | Konkurencja                        | Lokata     | Wynik   |
| ---- | --------------------------- | -------------- | ---------------------------------- | ---------- | ------- |
| 2010 | Mistrzostwa świata juniorów | Moncton        | bieg na 200 metrów                 | półfinał   | 24,06   |
| 2010 | Mistrzostwa świata juniorów | Moncton        | sztafeta 4 × 100 metrów            | 7. miejsce | 45,57   |
| 2012 | Mistrzostwa świata juniorów | Barcelona      | sztafeta 4 × 100 metrów            | eliminacje | DQ      |
| 2014 | IAAF World Relays           | Nassau         | sztafeta 4 × 100 metrów            | eliminacje | 44,69   |
| 2014 | Igrzyska Wspólnoty Narodów  | Glasgow        | bieg na 200 metrów                 | półfinał   | 23,50   |
| 2014 | Igrzyska Wspólnoty Narodów  | Glasgow        | sztafeta 4 × 100 metrów            | 5. miejsce | 44,21   |
| 2015 | Mistrzostwa świata          | Pekin          | bieg na 200 metrów                 | eliminacje | 23,33   |
| 2016 | Igrzyska olimpijskie        | Rio de Janeiro | bieg na 200 metrów                 | półfinał   | 22,50   |
| 2017 | IAAF World Relays           | Nassau         | sztafeta 4 × 100 metrów            | eliminacje | 3:30,31 |
| 2017 | IAAF World Relays           | Nassau         | sztafeta 4 × 400 metrów (mieszana) | 5. miejsce | 3:23,14 |
| 2017 | Mistrzostwa świata          | Londyn         | bieg na 200 metrów                 | eliminacje | 24,02   |